# Pino II Ordelaffi
Pino II Ordelaffi fou fill de Giovanni Ordelaffi, germà de Sinibald I Ordelaffi, i de Tadea Malatesta. Es va casar amb Venància da Varano. El 1386 va eliminar el seu cosí Sinibald I Ordelaffi i aconseguí la senyoria de Forlì. Bertinoro li fou arrabassada pel Papa i fou donada (1394) als Malatesta de Cesena. El 1399 va enverinar al seu cosí Joan Ordelaffi. L'octubre de 1400 va atacar Faenza iniciant un llarg setge a la ciutat juntament amb Alberico da Barbiano. Va morir d'un atac de feridura el 1402. El va succeir el seu germà Francesc III Ordelaffi.